# Hrotovice
Hrotovice är en stad i Tjeckien.   Den ligger i regionen Vysočina, i den sydöstra delen av landet, 160 km sydost om huvudstaden Prag. Hrotovice ligger 411 meter över havet och antalet invånare är 1 780.
Terrängen runt Hrotovice är platt.Runt Hrotovice är det ganska glesbefolkat, med 38 invånare per kvadratkilometer. Närmaste större samhälle är Třebíč, 17,6 km nordväst om Hrotovice. Trakten runt Hrotovice består till största delen av jordbruksmark.